# 太平洋电脑网
太平洋电脑网（PConline）是中国大陆的一家IT资讯门户网站。

## 网站简介
太平洋电脑网成立于1999年，是国内首家以专业电脑市场联盟为基础的大型IT资讯网站，与太平洋汽车网和太平洋游戏网等网站同属于太平洋网络有限公司。

## 网站频道
- 行情中心
- 硬件频道
- 数码频道
- 产品报价
- 资讯频道
- 企业频道
- 摄影部落
- 评测室
- 软件频道
- 下载中心
- 产品论坛
- 快问频道
- IT商城